# علیرضا عصار
سیّد علیرضا عصّار (زادهٔ ۴ بهمن ۱۳۴۸) خواننده، آهنگساز و نوازنده اهل ایران است.

## زندگی شخصی
علیرضا عصار در ۴ بهمن سال ۱۳۴۸ در خیابان ری کوچه آبشار تهران متولد شد.

## زندگی حرفه‌ای
علیرضا عصار نواختن پیانو را در ۵ سالگی آغاز کرد و نخستین استاد وی کاووس سمندر بوده است.
عصار نخستین کنسرت موسیقی خود را در ۱۶ سالگی به عنوان نوازندهٔ پیانو در تالار ابوریحان دانشگاه شهید بهشتی برپا نمود و پس از آن در ۲۲ سالگی یعنی سال ۱۳۷۰ در تئاتر پیروزی در شیکاگو به کارگردانی داوود رشیدی و بازی مهدی هاشمی و فریماه فرجامی در جایگاه نوازندهٔ پیانو حضور یافت.
نخستین تجربهٔ خوانندگی وی به‌طور رسمی، با اجرای قطعهٔ عیدانه به سفارش مرکز موسیقی سازمان صدا و سیما با سروده‌ای از مولانا و آهنگ‌سازی فؤاد حجازی در سال ۱۳۷۷ شکل گرفت. پس از آن در فیلم سینمایی مرد عوضی به اجرای قطعه‌ای پرداخت و سپس به همراه محمد اصفهانی، قدسیان آسمان را اجرا کرد. همچنین اجرای ترانهٔ باغ زندگی همراه با شادمهر عقیلی از آثار سرشناس وی به حساب می‌آید.
آلبوم «نهان مکن» (۱۳۸۵) با همکاری شهرداد روحانی در استودیو اَبی رُد لندن با ارکستر سمفونیک لندن ضبط شده است. وی در سال ۱۳۹۶ بعد از شش سال دوری از مارکت موسیقی آلبوم «جز عشق نمی‌خواهم» را منتشر کرد و اولین اجرای زنده چهار ترانهٔ این آلبوم را در محل دائمی نمایشگاه‌های بین‌المللی تهران اجرا کرد.

## کنشگری
در دی ۱۳۹۸ و در پی سرنگونی پرواز شماره ۷۵۲ هواپیمایی بین‌المللی اوکراین در اثر برخورد موشک پدافند هوایی ایران در نزدیکی شهریار، علیرضا عصار، در اعتراض به این رخداد، همه کنسرت‌های خود را لغو کرد.

در واکنش به کشتن‌شدن کیان پیرفلک آهنگ «به نام خداوند رنگین کمان» را با پیانو نواخت و خواند.

## آلبوم‌ها
۱- کوچ عاشقانه (۱۹۹۹ م)
۲- حال من بی تو (۲۰۰۲ م)
۳- ای عاشقان (۲۰۰۲ م)
۴- مولای عشق (۲۰۰۴ م)
۵- نهان مکن (۲۰۰۶ م)
۶- عشق الهی (۲۰۱۱ م)
۷- بازی عوض شده
۸- محتسب (۲۰۱۲ م) 
۹- جز عشق نمی‌خواهم (۲۰۱۷ م)

آخرین آلبوم این خواننده با نام «جز عشق نمی‌خواهم» در ۲۸ آذر ۱۳۹۶ منتشر شد.